# 박지현 (1979년)
박지현(1979년 3월 15일 ~ )은 대한민국의 농구 선수이다. 2002년에 대구 동양 오리온스(현 고양 오리온스)에 입단하였고, 2004년부터 2006년까지 국군체육부대에 입대하여 상무 농구단에서 뛰다가, 2006년부터 2009년까지 창원 LG 세이커스에서 뛰었으며 2009년부터 현재까지 원주 동부 프로미에서 뛰고있다.

## 경력
- 2002년 ~ 2004년 대구 동양 오리온스
- 2004년 ~ 2006년 국군체육부대
- 2006년 ~ 2009년 창원 LG 세이커스
- 2009년 ~ 2017년 원주 동부 프로미

## 수상
- SK텔레콤 T 프로농구 정규리그 수비5걸상
- SK텔레콤 T 프로농구 스포츠토토 한국농구대상 가로채기상
- 2011년 현대모비스 프로농구 올스타전 3점슛왕

## 특이 사항
- 김주성과는 고교, 대학 동기이다.
- 성동국민학교 졸업.